# Бригада неприлагођених
Бригада неприлагођених (енгл. The Misfit Brigade) је амерички филм из 1987. који је заснован на роману "Точкови страве" Свена Хасела. Филм је сниман у СФР Југославији.  

## Улоге
| Глумац              | Улога                         |
| ------------------- | ----------------------------- |
| Брус Дависон        | каплар Јозеф Порта            |
| Дејвид Патрик Кели  | каплар Алфред Калб - Легионар |
| Д. В. Мофет         | капетан Ерих фон Баринг       |
| Џеј О. Сандерс      | Волфганг Кројцфелд            |
| Кит Шарабајка       | наредник Вилхелм Бајер        |
| Оливер Рид          | генерал фон Гратвол           |
| Дејвид Карадин      | пуковник фон Вајсхаген        |
| Бранко Видаковић    | каплар Хуго Стеге             |
| Славко Штимац       | Свен Хасел                    |
| Борис Комненић      | Бауер                         |
| Андреја Маричић     | Милер                         |
| Klaus Pagh          | Рајнхард                      |
| Антон Шошић         | Фрекелс                       |
| Светислав Гонцић    | наредник Зигфрид              |
| Гордана Бјелица     | рускиња                       |
| Ирена Просен        | Мадам                         |
| Лидија Плетл        | Ирма                          |
| Даница Максимовић   | пријатељица ноћи              |
| Јелена Тинска       | пријатељица ноћи              |
| Војка Чордић        | пријатељица ноћи              |
| Ени Корзен          | пријатељица ноћи              |
| Славица Ђорђевић    | пријатељица ноћи              |
| Нада Војиновић      | пријатељица ноћи              |
| Светлана Поповић    | Светлана                      |
| Гордана Лес         | Catwoman                      |
| Миленко Заблаћански | херој из Бектовке             |
| Драган Петровић     | херој из Бектовке             |
| Драган Бјелогрлић   | Немачкивојник у борделу       |
| Горан Радаковић     | Немачки наредник              |
| Никола Симијановић  | Дмитриј                       |
| Владан Дујовић      | СС поручник                   |
| Богдан Јакуш        | руски војник                  |
| Драгомир Станојевић | руски војник                  |